# مونتالديو
مونتالديو (بالإيطالية: Montaldeo)‏ هي بلدية في مقاطعة ألساندريا في إقليم بييمونتي في إيطاليا.

## السكان
في سنة 1861 بلغ عدد السكان 864 نسمة، وتطور العدد ليصل في سنة 2011 لـ 291 نسمة.
يظهر هذا المخطط البياني تطور النمو السكاني لـ مونتالديو